# Anjoejgebergte
Het Anjoejgebergte bevindt zich in het westen van Tsjoekotka in het noordoosten van het Russische Verre Oosten. Het maakt deel uit van het Oost-Siberisch Bergland en grenst in het noorden aan de Oost-Siberische Zee, in het oosten aan het Anadyrgebergte, in het zuidoosten aan het Anadyrplateau, in het zuidwesten aan het Kolymagebergte en in het westen aan het Oost-Siberisch Laagland. Het gebergte bestaat uit twee bergruggen; het Noordelijke Anjoejgebergte en het Zuidelijke Anjoejgebergte, waartussen de rivier de Maly Anjoej stroomt, de langste zijrivier van de Anjoej. Iets ten noorden van de Maly Anjoej ligt het goudstadje Bilibino.
Het is een grotendeels onbewoond gebied met bergtoppen tot 1779 meter hoog (Pik Blochina).